# Col des Mulets
Le col des Mulets (en espagnol Puerto de los Mulos) est un col de montagne pédestre et frontalier des Pyrénées à 2 591 ou 2 594 mètres d'altitude reliant la province espagnole de Huesca, en Aragon et le département français des Hautes-Pyrénées, en Occitanie.

## Géographie
En limite sud de la commune de Cauterets et en limite nord de la comarque de Sobrarbe, le col des Mulets est encadré par la pointe des Frères Couffitte (2 826 m) au nord et le pic des Oulettes (2 760 m) au sud.

### Hydrographie
Le col délimite la ligne de partage des eaux entre le bassin de l'Adour, qui se déverse dans l'Atlantique côté nord, et le bassin de l'Èbre, qui coule vers la Méditerranée côté sud.

## Protection environnementale
Le col est situé dans le parc national des Pyrénées.

## Voies d'accès
On y accède côté français par la vallée de Gaube depuis le lac de Gaube et le refuge des Oulettes de Gaube (2 151 m). 
Côté espagnol, le col donne accès à la vallée de l'Ara, creusée par l'Ara, où l'on peut voir l'ibón de Alto de Batanes et rejoindre Ordesa par le camino de Cauterets.